# Dwight Foster (Eishockeyspieler)
Dwight Alexander „Dewey“ Foster (* 2. April 1957 in Toronto, Ontario; † 6. Januar 2025 ebenda) war ein kanadischer Eishockeyspieler, der im Verlauf seiner aktiven Karriere zwischen 1973 und 1987 unter anderem 576 Spiele für die Boston Bruins, Colorado Rockies, New Jersey Devils und Detroit Red Wings in der National Hockey League (NHL) auf der Position des rechten Flügelstürmers bestritten hat. Seinen größten Karriereerfolg feierte Foster jedoch im Trikot der kanadischen U20-Nationalmannschaft, mit der er bei der Junioren-Weltmeisterschaft 1977 die Silbermedaille gewann.

## Karriere
Foster verbrachte seine Juniorenzeit zwischen 1973 und 1977 bei den Kitchener Rangers in der Ontario Major Junior Hockey League (OMJHL). Dort erreichte der Stürmer bereits in seiner Rookiesaison 55 Scorerpunkte. Nach Steigerungen auf 90 und 94 Punkte in den beiden Folgejahren konnte er in seinem vierten Spieljahr mit 143 Punkten die Eddie Powers Memorial Trophy als Topscorer der OMJHL gewinnen. Ebenso waren seine 83 Vorlagen ein Ligabestwert, was schließlich mit der Berufung ins Third All-Star Team der Liga gewürdigt wurde. In der Folge wurde Foster im NHL Amateur Draft 1977 in der ersten Runde an 16. Stelle von den Boston Bruins aus der National Hockey League (NHL) ausgewählt. Im WHA Amateur Draft 1977 der zu dieser Zeit in Konkurrenz mit der NHL stehenden World Hockey Association (WHA) wurde er bereits an der zehnten Gesamtposition von den Houston Aeros gezogen. Mit 382 Punkten in 262 Einsätzen verließ er die Rangers als bester Punktesammler der Franchise-Geschichte.
Zur Saison 1977/78 wechselte das 20-jährige Talent in den Profibereich zu den Boston Bruins in die NHL. Dort absolvierte er zum Saisonstart bis Anfang November 1977 zunächst zehn Spiele, ehe er aufgrund eines Knorpelschadens im linken Knie – mit Ausnahme von vier Spielen im Januar 1978 – für den Rest der Spielzeit verletzungsbedingt ausfiel. Somit stand er den Bruins auch nicht in den Stanley-Cup-Playoffs 1978 zur Verfügung, in deren Verlauf Boston die Finalserie um den Stanley Cup erreichte. Erst zum Spieljahr 1978/79 stand der Kanadier wieder im Kader der Bruins, nachdem im Sommer 1978 eine weitere Knieoperation vonnöten gewesen war. Neben 44 Spielen für die Bruins kam er aber auch 21-mal für deren Farmteam, die Rochester Americans, in der American Hockey League (AHL) zum Einsatz. Sein Durchbruch in der NHL gelang Foster schließlich im Spieljahr 1979/80, als er in 57 Einsätzen 38-mal punktete. Im Jahr darauf steigerte er sich abermals und kam auf einen Karrierebestwert von 52 Torbeteiligungen in 77 Einsätzen.
Mit der bis dato besten Saisonleistung als Faustpfand testete Foster im Sommer 1981 als sogenannter Restricted Free Agent den Markt und unterzeichnete daher im Juli 1981 einen Vertrag bei den Colorado Rockies. Zur Kompensation gaben die Rockies unter den damaligen Regularien ein Zweitrunden-Wahlrecht des NHL Entry Draft 1982 sowie die Option des Tauschs der Erstrunden-Wahlrechte desselben Drafts an die Bruins ab. Diese Option zogen die Bruins im folgenden Sommer, die durch die folgende schwache Saison der Rockies somit an der ersten Gesamtposition wählen konnten. Für das Franchise der Rockies bestritt der Kanadier in der Saison 1981/82 70 Spiele, in denen er 31-mal punktete. Anschließend zog er im Sommer 1982 mit dem Team von Denver in den Bundesstaat New Jersey um, wo es fortan unter dem Namen New Jersey Devils den Spielbetrieb fortsetzte. Das Trikot der Devils trug der Offensivspieler bis Ende Oktober 1982 allerdings nur viermal. Nach einer Verletzung, die er bei einem Spiel von New Jerseys Farmteam Wichita Wind in der Central Hockey League (CHL) erlitten hatte, wurde er für die symbolische Summe von einem US-Dollar an die Detroit Red Wings verkauft, um sich seines kostspieligen Vertrags zu entledigen.
Bei den Detroit Red Wings fand der rechte Flügelspieler bis zum März 1986 für dreieinhalb Jahre eine sportliche Heimat. Allerdings warfen ihn Verletzungen immer wieder zurück, sodass er in keiner Saison mehr als 60 Spiele für Detroit absolvierte. Im März 1986 wurde er schließlich im Tausch für Dave Donnelly zu seinem Ex-Team Boston Bruins transferiert. Dort stand er bis zum Ende der Spielzeit 1986/87 unter Vertrag. Nachdem er in der Saison aufgrund eines erneuten Knorpelschadens im linken Knie abermals viele Spiele verpasst hatte, offerierten ihm die Bruins im Sommer 1987 keinen neuen Vertrag. Der 30-Jährige beendete daraufhin seine aktive Karriere. Er verstarb im Januar 2025 im Alter von 67 Jahren in seinem Geburtsort Toronto.

### International
Für sein Heimatland nahm Foster mit der kanadischen U20-Nationalmannschaft an der Junioren-Weltmeisterschaft 1977 in der Tschechoslowakei teil. Dabei gewann er mit der Mannschaft die Silbermedaille. Mit sieben Scorerpunkten in ebenso vielen Spielen war er fünftbester Punktesammler des kanadischen Auswahlkaders. Darunter befanden sich zwei Tore.

## Erfolge und Auszeichnungen
- 1977 Teilnahme am OMJHL All-Star Game
- 1977 Eddie Powers Memorial Trophy
- 1977 OMJHL Third All-Star Team

### International
- 1977 Silbermedaille bei der Junioren-Weltmeisterschaft

## Karrierestatistik

### International
Vertrat Kanada bei:
- Junioren-Weltmeisterschaft 1977

(Legende zur Spielerstatistik: Sp oder GP = absolvierte Spiele; T oder G = erzielte Tore; V oder A = erzielte Assists; Pkt oder Pts = erzielte Scorerpunkte; SM oder PIM = erhaltene Strafminuten; +/− = Plus/Minus-Bilanz; PP = erzielte Überzahltore; SH = erzielte Unterzahltore; GW = erzielte Siegtore; 1 Play-downs/Relegation; Kursiv: Statistik nicht vollständig)

## Familie
Fosters Sohn Alex schaffte ebenfalls den Sprung ins professionelle Eishockey, wo er zwischen 2006 und 2018 hauptsächlich in den nordamerikanischen Minor Leagues American Hockey League (AHL) und ECHL sowie in den europäischen Top-Ligen aktiv war. In der Saison 2007/08 bestritt der Stürmer zudem drei Partien für die Toronto Maple Leafs in der National Hockey League (NHL). In Europa stand er unter anderem für die Adler Mannheim und Iserlohn Roosters auf dem Eis.
Verheiratet war Foster mit der Schwester von Wes Jarvis, der 239 Partien in der NHL bestritt, und somit sein Schwager ist. Dadurch besteht auch ein entferntes verwandtschaftliches Verhältnis zu dessen Cousin Doug Jarvis. Fosters Schwiegersohn war Corey Elkins.